# أوبرفيزنتال
اوبرويزنتال (بالألمانية: Oberwiesenthal) هي بلدة ألمانية تقع في ألمانيا في ساكسونيا. يقدر عدد سكانها بـ 2,580 نسمة .